# Mark Lambrecht
Mark Lambrecht (°19 februari 1963) is een Belgische cellist en muziekpedagoog gespecialiseerd in barokcello en kamermuziek.
Lambrecht studeerde aanvankelijk Germaanse filologie (Zweeds en Duits) aan de Universiteit Gent (1980-1984) en vervolgde met muzikale studies aan het Koninklijk Conservatorium van Gent, waar hij eerste prijzen behaalde in cello (1987) en kamermuziek (1989). In 1995 behaalde hij aan het Koninklijk Conservatorium van Brussel een eerste prijs barokcello onder leiding van Hidemi Suzuki.

## Muzikale carrière
Lambrecht heeft een uitgebreide carrière als uitvoerend musicus. Hij speelde met diverse barokensembles zoals The Great Charm, het Orlandus Ensemble en Il Fondamento. Sinds 1999 is hij actief als continuo-cellist bij het Orlandus Ensemble in Oostende. Daarnaast treedt hij op als freelance muzikant in zowel barokmuziek als kamermuziek.
Hij is medeoprichter van het baroktrio Tre Salti, waarin hij samenwerkt met sopraan Inge Zutterman en harpiste Hannelore Devaere. Verder heeft hij bijgedragen aan diverse cd-opnames.

## Muziekpedagogie
Lambrecht heeft sinds 1987 lesgegeven aan muziekscholen in België en Nederland. Hij richtte in 2004 de Belgische-Vlaamse tak van de European String Teachers Association (ESTA) op en diende als vicevoorzitter van ESTA International (2011-2020). Sinds 2020 is hij ere-lid van ESTA.
Van 2017 tot 2021 was hij waarnemend directeur van het Stedelijk Conservatorium Brugge.

## Instrumenten
Lambrecht bespeelt verschillende historische en moderne instrumenten:
- Een barokcello, gemaakt door Katrien Vandermeersch in 2017 (model Gagliano, 1704).
- Een moderne cello, vervaardigd in Parijs rond 1880, met een J.B. Vuillaume-label.
- Een violoncello piccolo uit 2007, gemaakt door J.P. Gheerardyn in Brugge